# Жук-Геркулес
Жу́к-Геркуле́с (лат. Dynastes hercules (Linnaeus, 1758) — жук з родини Пластинчастовусих, підродини Dynastinae. Належить до найбільших жуків на Землі.
Існують анекдотичні звіти про жука-геркулеса, які стверджують що він може переносити об'єкти в 850 разів важчі за нього, але експеримент над набагато меншим (і відносно сильнішим: див. закон квадрата-куба) видом показав здатність переносити об'єкти в 100 раз тяжчі за власну масу, і жук при цьому ледве рухався.

## Опис

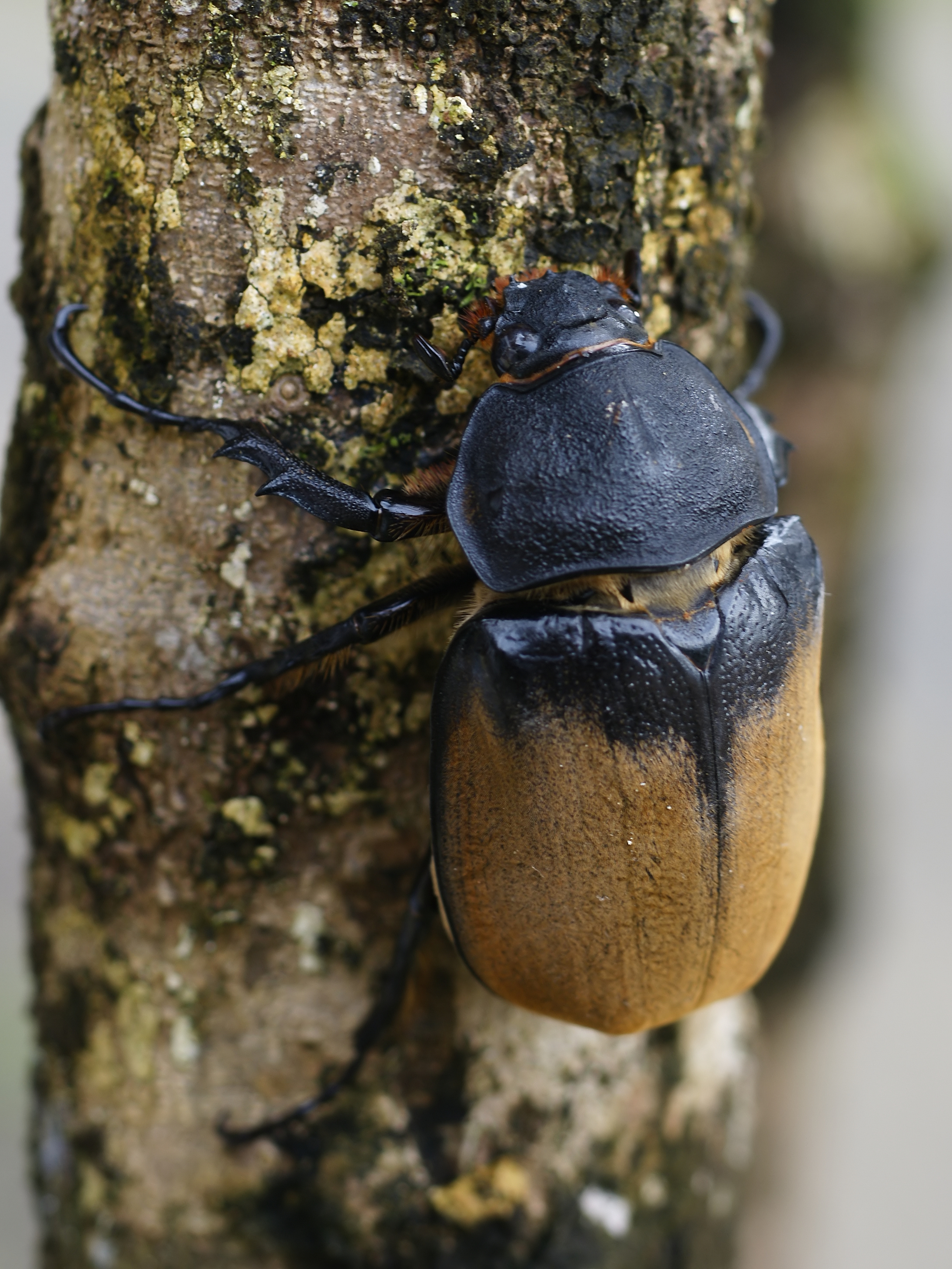
Самиця

Довжина тіла самця (разом із «рогом») до 178 мм, самки до 80 мм. Голова й передньоспинка блискучі, чорного кольору. Колір самця залежить від вологості навколишнього середовища. Надкрила бурого, жовтого, жовто-маслинового кольору, із чорними круглими плямами. На голові самця великий «ріг», спрямований уперед, з декількома зубцями на нижній стороні. Нижній великий «ріг», спрямований уперед і трохи вигнутий донизу. На передній його половині розташовані два спрямованих назовні зубці. Нижня сторона кінчика цього рогу покрита густими рудими або буруватими волосинками.
Самка без «рогів», матова, чорного кольору, надкрила горбкуваті, покриті бурими волосками.

## Ареал
Центральна та Південна Америка, Карибські острови.

## Підвиди
- Dynastes hercules baudrii Pinchon, 1976
  - Ареал: острів Мартиніка — у Карибському морі, у центральній частині архіпелагу Малі Антильські острова.
  - Довжина самця: 50~100 мм — Самки 45~55 мм.

- Dynastes hercules bleuzeni Silvestre and Dechambre, 1995
  - Ареал: Венесуела
  - Довжина самця: 55~155 мм — Самки: 45~75 мм.

- Dynastes hercules ecuatorianus Ohaus, 1913
  - Ареал: Колумбія, Перу, Еквадор, Венесуела
  - Довжина самця: 55~165 мм — Самки: 50~80 мм.

- Dynastes hercules hercules Linnaeus, 1753.
  - Ареал: Гваделупа, Домініканська Республіка
  - Довжина самця: 45~178 (max : 220 мм?) — Самки: 50~80мм

- Dynastes hercules lichyi Lachaume, 1985
  - Ареал: Колумбія, Венесуела, Перу, Еквадор, Болівія, Бразилія
  - Довжина самця: 55~170 мм — Самки: 50~80 мм.

- Dynastes hercules morishimai Nagai, 2002
  - Ареал: Болівія
  - Довжина самця: 55~140 мм — Самки: 50~75 мм.

- Dynastes hercules occidentalis Lachaume, 1985
  - Ареал: Колумбія, Еквадор, Панама
  - Довжина самця: 55~145 мм — Самки: 50~80 мм.

- Dynastes hercules paschoali Grossi and Arnaud, 1993
  - Ареал: Бразилія
  - Довжина самця: 55~140 мм — Самки: 50~70 мм.

- Dynastes hercules reidi Chalumeau, 1977
  - Ареал: острів Сент-Люсія
  - Довжина самця: 50~110 мм — Самки: 50~65 мм.

- Dynastes hercules septentrionalis Lachaume, 1985
  - Ареал: Мексика, Беліз, Гондурас, Гватемала, Нікарагуа, Коста-Рика, Панама
  - Довжина самця: 55~150 мм — Самки: 50~75 мм.

- Dynastes hercules takakuwai Nagai, 2002
  - Ареал: Бразилія
  - Довжина самця: 55~140 мм — Самки: 50~75 мм. plus…

- Dynastes hercules trinidadensis Chalumeau and Reid, 1995
  - Ареал: Тринідад і Тобаго
  - Довжина самця: 55~140 мм — Самки: 50~75 мм.

- Dynastes hercules tuxtlaensis Moron, 1993
  - Ареал: Мексика
  - Довжина самця: 55~110 мм — Самки: 50~65 мм.

## Розвиток

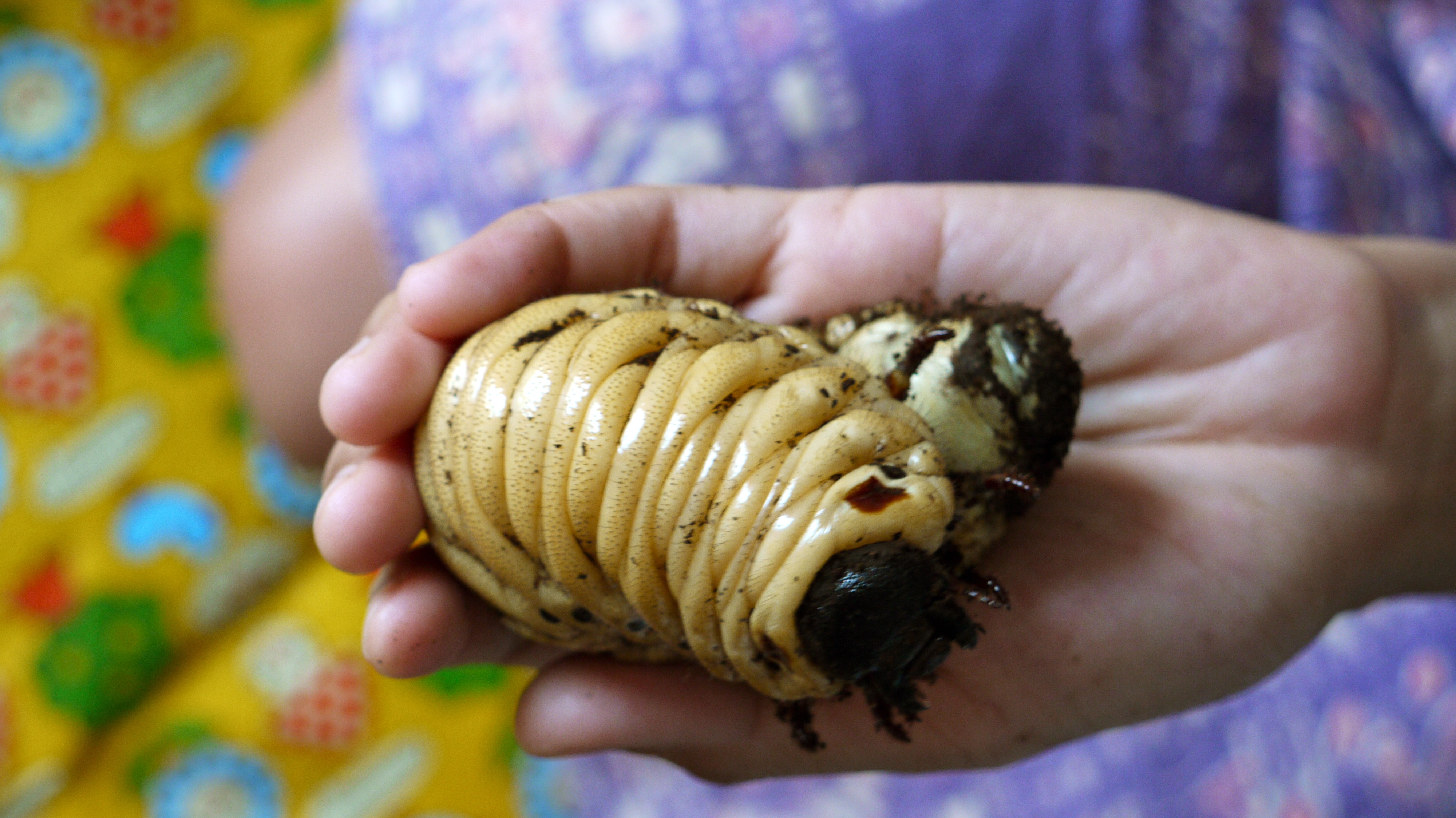
Личинка жука-геркулеса

Після спарювання самки відкладають яйця, у невеликі порожнини в гнилій деревині — у майбутньому харчовому субстраті личинок. Одна самка здатна відкласти до 100 яєць.
Личинки першої стадії харчуються винятково невеликими деревними волокнами. Згодом вони починають поїдати й більше тверду підгнилу деревину. Під кінець свого розвитку личинка досягає довжини до 180 мм, і може важити до 100 грам.
Тривалість стадій розвитку: яйце — 4 — 6 тижнів, личинка — 1,5 — 2 роки, лялечка — 6 тижнів. Тривалість життя імаго: до 6 місяців.